# Joarilla de las Matas
Joarilla de las Matas ist ein Ort und eine nordspanische Gemeinde (municipio) mit nur noch 245 Einwohnern (Stand: 2024) in der Provinz León in der autonomen Region Kastilien-León. Neben dem Hauptort Joarilla de las Matas besteht die Gemeinde aus den Ortschaften San Miguel de Montañán und Valdespino de Vaca.

## Lage und Klima
Joarilla de las Matas liegt im nördlichen Teil der Iberischen Hochebene (meseta) in einer Höhe von ca. 790 m. Die Provinzhauptstadt León befindet sich ca. 49 km (Fahrtstrecke) nordwestlich. Das Klima im Winter ist kühl, im Sommer dagegen durchaus warm; die eher geringen Niederschlagsmengen (ca. 550 mm/Jahr) fallen – mit Ausnahme der nahezu regenlosen Sommermonate – verteilt übers ganze Jahr.

## Bevölkerungsentwicklung
| Jahr      | 1970 | 1981 | 1991 | 2001 | 2011 | 2021 |
| --------- | ---- | ---- | ---- | ---- | ---- | ---- |
| Einwohner | 893  | 601  | 509  | 422  | 353  | 272  |

Der deutliche Bevölkerungsrückgang seit den 1950er Jahren ist im Wesentlichen auf die Mechanisierung der Landwirtschaft sowie auf die Aufgabe von bäuerlichen Kleinbetrieben und den damit einhergehenden Verlust an Arbeitsplätzen zurückzuführen (Landflucht).

## Sehenswürdigkeiten
- Thomaskirche in Joarilla de las Matas
- Christuskapelle

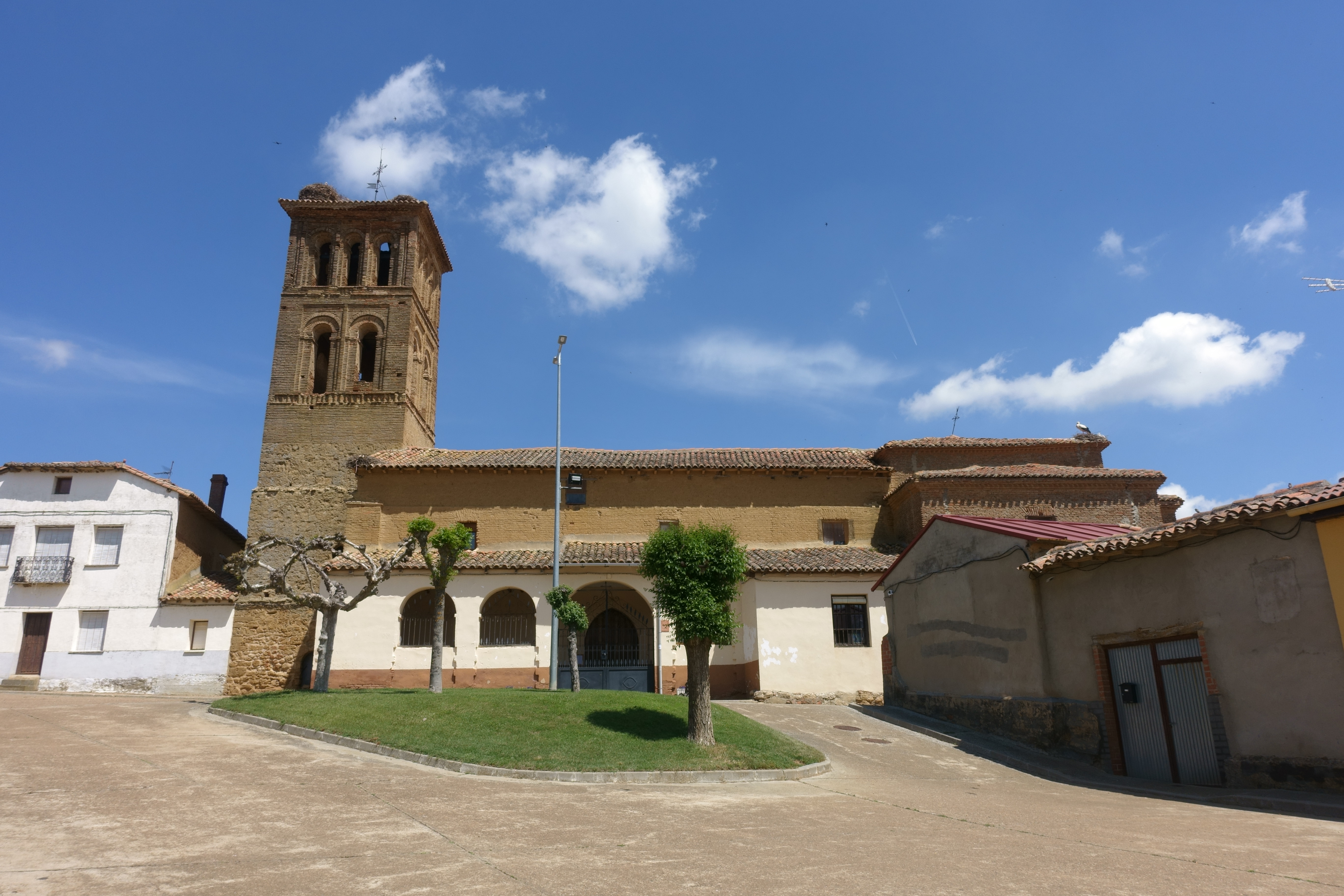
Thomaskirche
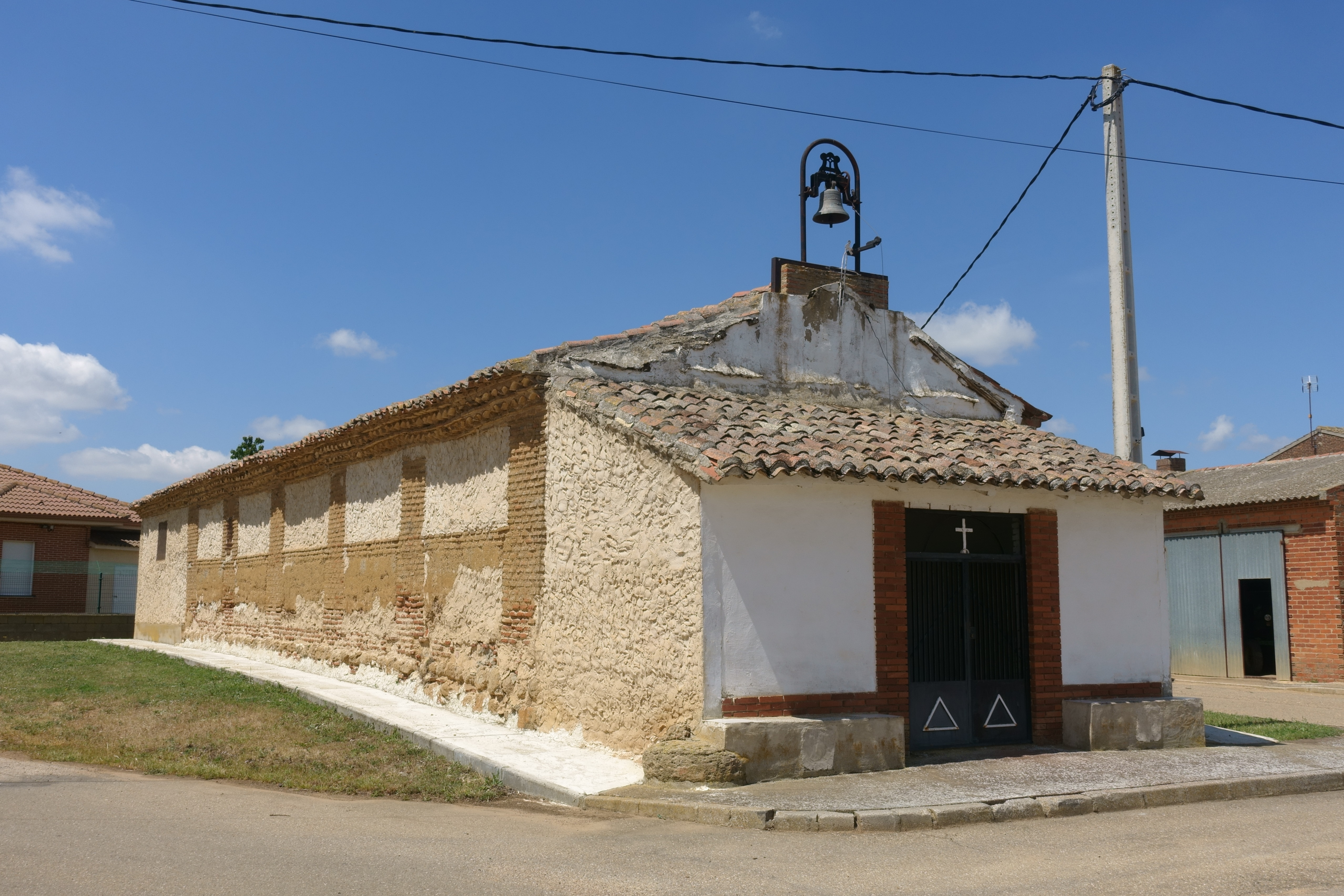
Christuskapelle
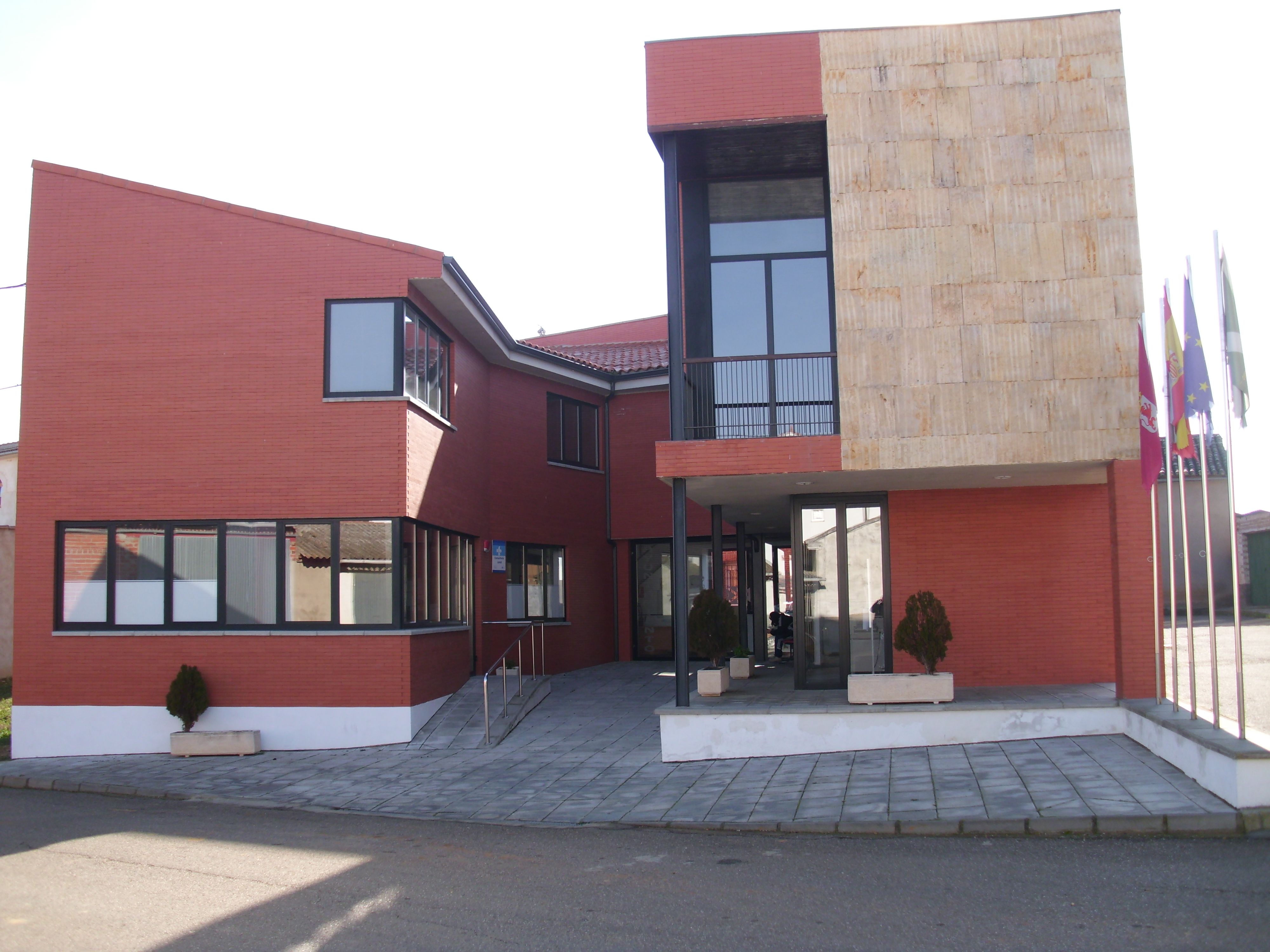
Rathaus